# Puchar Wysp Owczych w piłce nożnej (1998)
Puchar Wysp Owczych w piłce nożnej mężczyzn 1998 (far. Løgmanssteypið) – 52. edycja rozgrywek mających na celu wyłonienie zdobywcy Pucharu Wysp Owczych. Tytułu bronił klub GÍ Gøta, a przejął go HB Tórshavn.

## Uczestnicy
W Pucharze Wysp Owczych wzięły udział drużyny ze wszystkich poziomów ligowych na archipelagu.
| Grający od rundy grupowej | Grający od rundy wstępnej i eliminacyjnej                         | Grający od rundy wstępnej i eliminacyjnej | Grający od rundy wstępnej i eliminacyjnej |
| 1. deild 1998 10 drużyn | 2. deild 1998 5 drużyn                                            | 3. deild 1998 1 drużyna                   | 4. deild 1998 2 drużyny                   |
| - B36 Tórshavn - B68 Toftir - GÍ Gøta - HB Tórshavn - ÍF Fuglafjørður - KÍ Klaksvík - NSÍ Runavík - SÍ Sumba - TB Tvøroyri - VB Vágur | - B71 Sandoy - EB/Streymur - FS Vágar - LÍF Leirvík - Royn Hvalba | - Skála ÍF                                | - AB Argir - Fram Tórshavn                |

## Terminarz
| Runda         | Data pierwszego meczu         | Data drugiego meczu | Uwagi                                              |
| ------------- | ----------------------------- | ------------------- | -------------------------------------------------- |
| Runda wstępna | 22 marca 1998                 | 29 marca 1998       | Udział rozpoczęły drużyny z 2., 3. i 4. deild 1998 |
| Runda grupowa | 5 kwietnia - 29 kwietnia 1998 | nie rozgrywa się    | Udział rozpoczęły kluby z 1. deild 1998            |
| Ćwierćfinał   | 8 maja 1998                   | nie rozgrywa się    |                                                    |
| Półfinał      | 21 maja 1998                  | 29 maja 1998        |                                                    |
| Finał         | 17 czerwca 1998               | nie rozgrywa się    |                                                    |

## Runda wstępna

### Runda 1
| Drużyna 1     | Wynik   | Drużyna 2     |
| ------------- | ------- | ------------- |
| 22 marca 1998 |         |               |
| FS Vágar      | 9:0     | Fram Tórshavn |
| Royn Hvalba   | 2:1 pd. | EB/Streymur   |
| LÍF Leirvík   | 4:0     | Skála ÍF      |
| B71 Sandoy    | 2:0     | AB Argir      |

| 22 marca 1998 | FS Vágar                                                                                                 | 9:0   | Fram Tórshavn |                                        |
|               | Kim Poulsen 3', 57' · Magnus Simonsen 30', 80' · John Johansen 37', 40', 49', 70' · Eyðfinn Davidsen 72' | (4:0) |               | Sędzia: Bergur Magnussen (EB/Streymur) |
|               | 11', 42' Kurt Jacobsen · 37' Magnus Fuglø · 65' Jens Hentze                                              | (4:0) |               | Sędzia: Bergur Magnussen (EB/Streymur) |

| 22 marca 1998        | Royn Hvalba                                     | 2:1 (pd.)       | EB/Streymur             |                                                      |
|                      | Aleksandar Vukotić 90' · Eyðstein Jacobsen 117' | (0:0, 1:1, 1:1) | 62' Dánjal J. Magnussen | á Skørðunum, Hvalba Sędzia: John Eystberg (VB Vágur) |
| Milan Cimburović 37' | 110' Jón Sólsker                                | (0:0, 1:1, 1:1) |                         | á Skørðunum, Hvalba Sędzia: John Eystberg (VB Vágur) |

| 22 marca 1998                             | LÍF Leirvík                                                        | 4:0   | Skála ÍF |                                                             |
|                                           | Jonhard Høgnesen 48', 65' · Tomasz Resel 74' · Árni Skorastein 86' | (0:0) |          | uppi á Brekku, Leirvík Sędzia: Niklas á Líðarenda (GÍ Gøta) |
| Steingrím Skoralíð 68' · Petur Hansen 87' |                                                                    | (0:0) |          | uppi á Brekku, Leirvík Sędzia: Niklas á Líðarenda (GÍ Gøta) |

| 22 marca 1998             | B71 Sandoy                                | 2:0   | AB Argir |                                                         |
|                           | Eli Hentze 23' · ? 79' (sam.)             | (1:0) |          | inni í Dal, Sandur Sędzia: Birgir Sondum (B36 Tórshavn) |
| Jóan Petur Clementsen 74' | 33' Signar Johannesen · 87' Rúni Simonsen | (1:0) |          | inni í Dal, Sandur Sędzia: Birgir Sondum (B36 Tórshavn) |

### Runda 2
| Drużyna 1     | Wynik | Drużyna 2   |
| ------------- | ----- | ----------- |
| 29 marca 1998 |       |             |
| Royn Hvalba   | 2:1   | LÍF Leirvík |
| B71 Sandoy    | 2:3   | FS Vágar    |

| 29 marca 1998 | Royn Hvalba                                 | 2:1   | LÍF Leirvík          |                                                            |
|               | Eyðstein Jacobsen 7' · Milan Cimburović 44' | (2:0) | 85' Jonhard Høgnesen | á Skørðunum, Hvalba Sędzia: Petur Erhard Kjærbo (SÍ Sumba) |
|               | 65' Kristian í Vági                         | (2:0) |                      | á Skørðunum, Hvalba Sędzia: Petur Erhard Kjærbo (SÍ Sumba) |

| 29 marca 1998                                                                                   | B71 Sandoy                                 | 2:3   | FS Vágar                                      |                                                           |
|                                                                                                 | Jóan Petur Clementsen 10' · Eli Hentze 58' | (1:1) | 14', 81' John Johansen · 88' Sjúrður Ellefsen | inni í Dal, Sandur Sędzia: Oddmar Andreasen (HB Tórshavn) |
| Kári Nielsen 15' · Jónsvein Thomsen 24' · Kári Sørensen 79' · Eli Hentze 88' · Rúni í Soylu 90' | 47' Ari Thomassen · 89' Birgir Hansen      | (1:1) |                                               | inni í Dal, Sandur Sędzia: Oddmar Andreasen (HB Tórshavn) |

## Runda grupowa

### Grupa A
| Lp. | Drużyna         | M | Z | R | P | Bramki | Bramki | Różn. | Pkt | Uwagi                     | Bezpośrednio                            |
| --- | --------------- | - | - | - | - | ------ | ------ | ----- | --- | ------------------------- | --------------------------------------- |
| 1   | HB Tórshavn (A) | 6 | 4 | 1 | 1 | 20     | 6      | +14   | 13  | Wejście do fazy finałowej | HB: 4 pkt, różn. +2 KÍ: 1 pkt, różn. -2 |
| 2   | KÍ Klaksvík (A) | 6 | 4 | 1 | 1 | 20     | 6      | +14   | 13  | Wejście do fazy finałowej | HB: 4 pkt, różn. +2 KÍ: 1 pkt, różn. -2 |
| 3   | NSÍ Runavík (A) | 6 | 3 | 0 | 3 | 19     | 6      | +13   | 9   | Wejście do fazy finałowej |                                         |
| 4   | FS Vágar        | 6 | 0 | 0 | 6 | 2      | 43     | −41   | 0   |                           |                                         |

| Gospodarz \ Gość | HB  | KÍ  | NSÍ | FSV |
| HB Tórshavn      |     | 1:1 | 3:0 | 6:1 |
| KÍ Klaksvík      | 1:3 |     | 2:1 | 8:0 |
| NSÍ Runavík      | 3:0 | 0:1 |     | 9:0 |
| FS Vágar         | 0:7 | 1:7 | 0:6 |     |

### Grupa B
| Lp. | Drużyna             | M | Z | R | P | Bramki | Bramki | Różn. | Pkt | Uwagi                     |
| --- | ------------------- | - | - | - | - | ------ | ------ | ----- | --- | ------------------------- |
| 1   | B36 Tórshavn (A)    | 6 | 4 | 1 | 1 | 20     | 7      | +13   | 13  | Wejście do fazy finałowej |
| 2   | ÍF Fuglafjørður (A) | 6 | 3 | 1 | 2 | 22     | 11     | +11   | 10  | Wejście do fazy finałowej |
| 3   | TB Tvøroyri         | 6 | 2 | 2 | 2 | 14     | 13     | +1    | 8   |                           |
| 4   | SÍ Sumba            | 6 | 1 | 0 | 5 | 8      | 33     | −25   | 3   |                           |

| Gospodarz \ Gość | B36 | ÍF  | TB  | SÍS  |
| B36 Tórshavn     |     | 2:0 | 1:2 | 4:1  |
| ÍF Fuglafjørður  | 2:4 |     | 3:1 | 11:0 |
| TB Tvøroyri      | 2:2 | 2:2 |     | 4:1  |
| SÍ Sumba         | 0:7 | 2:4 | 4:3 |      |

### Grupa C
| Lp. | Drużyna        | M | Z | R | P | Bramki | Bramki | Różn. | Pkt | Uwagi                     |
| --- | -------------- | - | - | - | - | ------ | ------ | ----- | --- | ------------------------- |
| 1   | GÍ Gøta (A)    | 6 | 4 | 2 | 0 | 21     | 9      | +12   | 14  | Wejście do fazy finałowej |
| 2   | B68 Toftir (A) | 6 | 3 | 1 | 2 | 20     | 9      | +11   | 10  | Wejście do fazy finałowej |
| 3   | VB Vágur (A)   | 6 | 2 | 3 | 1 | 13     | 10     | +3    | 9   | Wejście do fazy finałowej |
| 4   | Royn Hvalba    | 6 | 0 | 0 | 6 | 3      | 29     | −26   | 0   |                           |

| Gospodarz \ Gość | GÍ  | B68 | VB  | Royn |
| GÍ Gøta          |     | 4:3 | 3:3 | 7:0  |
| B68 Toftir       | 2:3 |     | 3:0 | 7:1  |
| VB Vágur         | 1:1 | 1:1 |     | 3:1  |
| Royn Hvalba      | 0:3 | 0:4 | 1:5 |      |

## Runda finałowa

### Ćwierćfinały
| Drużyna 1    | Wynik | Drużyna 2       |
| ------------ | ----- | --------------- |
| 8 maja 1998  |       |                 |
| HB Tórshavn  | 2:0   | B68 Toftir      |
| GÍ Gøta      | 4:1   | NSÍ Runavík     |
| B36 Tórshavn | 8:0   | VB Vágur        |
| KÍ Klaksvík  | 3:1   | ÍF Fuglafjørður |

| 8 maja 1997       | HB Tórshavn                                   | 2:0   | B68 Toftir |                                                                          |
|                   | Súni Fríði Johannesen 14' · Allan Mørkøre 88' | (1:0) |            | Gundadalur (ovari vøllur), Tórshavn Sędzia: Birgir Sondum (B36 Tórshavn) |
| Allan Mørkøre 79' | 71' Øssur Hansen                              | (1:0) |            | Gundadalur (ovari vøllur), Tórshavn Sędzia: Birgir Sondum (B36 Tórshavn) |

| 8 maja 1997         | GÍ Gøta                                                         | 4:1   | NSÍ Runavík    |                                                               |
|                     | Henning Jarnskor 15', 74' · Jóan Petur Olsen 40' · ? 64' (sam.) | (2:1) | 44' Óli Hansen | Sarpugerði, Norðragøta Sędzia: Petur Erhard Kjærbo (SÍ Sumba) |
| Janus Rasmussen 85' |                                                                 | (2:1) |                | Sarpugerði, Norðragøta Sędzia: Petur Erhard Kjærbo (SÍ Sumba) |

| 8 maja 1997 | B36 Tórshavn                                                                                      | 8:0   | VB Vágur |                                                                          |
|             | Jákup á Borg 5', 51', 58' · John Petersen 33', 60', 79' · Sigfríður Clementsen 83' · ? 87' (sam.) | (2:0) |          | Gundadalur (ovari vøllur), Tórshavn Sędzia: Lassin Isaksen (KÍ Klaksvík) |
|             | 48' Eyðun Kjærbo                                                                                  | (2:0) |          | Gundadalur (ovari vøllur), Tórshavn Sędzia: Lassin Isaksen (KÍ Klaksvík) |

| 8 maja 1997       | KÍ Klaksvík                                                      | 3:1   | ÍF Fuglafjørður    |                                                                 |
|                   | Heðin á Lakjuni 19' · Marek Wierzbicki 60' · Olgar Danielsen 87' | (1:1) | 44' Bartal Eliasen | við Djúpumýrar, Klaksvík Sędzia: Oddmar Andreasen (HB Tórshavn) |
| Jan Andreasen 52' | 48' Høgni Warberg                                                | (1:1) |                    | við Djúpumýrar, Klaksvík Sędzia: Oddmar Andreasen (HB Tórshavn) |

### Półfinały
| Drużyna 1                            | Wynik dwumeczu | Drużyna 2    | Pierwszy mecz | Drugi mecz |
| ------------------------------------ | -------------- | ------------ | ------------- | ---------- |
| KÍ Klaksvík                          | 4 – 3          | GÍ Gøta      | 2:1           | 2:2        |
| HB Tórshavn                          | 6 – 3          | B36 Tórshavn | 4:1           | 2:2        |
| Po lewej gospodarz pierwszego meczu. |                |              |               |            |

#### Pierwsze mecze
| 21 maja 1998      | KÍ Klaksvík                               | 2:1   | GÍ Gøta         |                                                                 |
|                   | Marek Wierzbicki 28' · Rógvi Jacobsen 72' | (1:0) | 46' Svenn Olsen | við Djúpumýrar, Klaksvík Sędzia: Petur Erhard Kjærbo (SÍ Sumba) |
| Jan Andreasen 50' | 30' ÓSøren Jørgensen · 87' Poul Ennigarð  | (1:0) |                 | við Djúpumýrar, Klaksvík Sędzia: Petur Erhard Kjærbo (SÍ Sumba) |

| 21 maja 1998                                                      | HB Tórshavn                                                       | 4:1   | B36 Tórshavn       |                                                                            |
|                                                                   | Andrew av Fløtum 47', 81' · Hallur Danielsen 61' · Hans á Lag 72' | (0:0) | 85' Tomislav Sivić | Gundadalur (ovari vøllur), Tórshavn Sędzia: Kim Ejdesgaard (Fram Tórshavn) |
| Hans Fróði Hansen 35' · Jens Erik Rasmussen 40' · Rúni Nolsøe 85' |                                                                   | (0:0) |                    | Gundadalur (ovari vøllur), Tórshavn Sędzia: Kim Ejdesgaard (Fram Tórshavn) |

#### Rewanże
| 29 maja 1998                             | GÍ Gøta                               | 2:2   | KÍ Klaksvík                             |                                                             |
|                                          | Sámal Joensen 1' · Pauli Jarnskor 89' | (1:0) | 69' Marek Wierzbicki · 80' Zoran Mancić | Sarpugerði, Norðragøta Sędzia: Jóhan Carl Dam (HB Tórshavn) |
| Magni Jacobsen 24' · Søren Jørgensen 87' | 50' Símun Høgnesen                    | (1:0) |                                         | Sarpugerði, Norðragøta Sędzia: Jóhan Carl Dam (HB Tórshavn) |

| 29 maja 1998          | B36 Tórshavn                                                                     | 2:2   | HB Tórshavn                    |                                                                            |
|                       | Jákup á Borg 3' · John Petersen 33'                                              | (2:1) | 26', 84' Súni Fríði Johannesen | Gundadalur (ovari vøllur), Tórshavn Sędzia: Bergur Magnussen (EB/Streymur) |
| Mikkjal Thomassen 24' | 80', 88' Allan Mørkøre · 85' Jóhannis Joensen · 86' Bjarki Mohr · 87' Hans á Lag | (2:1) |                                | Gundadalur (ovari vøllur), Tórshavn Sędzia: Bergur Magnussen (EB/Streymur) |

### Finał
| 17 czerwca 1998 | HB Tórshavn · Hans á Lag 70' · Andrew av Fløtum 75'        | 2:0(0:0)Raport | KÍ Klaksvík                                     | Gundadalur (ovari vøllur), Tórshavn Sędzia: Niklas á Líðarenda (GÍ Gøta) |
|                 | kartki: · Hans á Lag 30' · Allan Mørkøre 77' · Jan Dam 86' |                | kartki: · 70' Kurt Mørkøre · 87' Rógvi Jacobsen |                                                                          |

|             |    |                           |
|             |    |                           |
| BR          | 1  | Kaj Leo Johannesen        |
| OB          | 2  | Bjarki Mohr 67'           |
| OB          | 4  | Súni Fríði Johannesen 88' |
| OB          | 8  | Jan Dam (C)               |
| OB          | 12 | Hans á Lag                |
| OB          | 20 | Hans Fróði Hansen         |
| PO          | 6  | Jens Erik Rasmussen       |
| PO          | 7  | Rúni Nolsøe               |
| PO          | 9  | Allan Mørkøre             |
| PO          | 18 | Hallur Danielsen 32'      |
| NA          | 10 | Andrew av Fløtum          |
| Rezerwowi:  |    |                           |
| BR          | 16 | Bárður Johannesen         |
| OB          | 19 | John Heri Dam             |
| PO          | 3  | Ingi Rasmussen 88'        |
| PO          | 17 | Rói Árting 32'            |
| NA          | 11 | Jóhannis Joensen 67'      |
| Trener:     |    |                           |
| Ion Geolgau |    |                           |

|                  |    |                        |
|                  |    |                        |
| BR               | 1  | Gunnar á Steig         |
| OB               | 4  | Jan Andreasen          |
| OB               | 5  | Harley Bertholdsen 65' |
| OB               | 7  | Símun Høgnesen         |
| OB               | 11 | Kurt Mørkøre (C)       |
| PO               | 6  | Arnold Joensen         |
| PO               | 8  | Jan Joensen            |
| PO               | 12 | John Ryan              |
| PO               | 14 | Marek Wierzbicki       |
| NA               | 2  | Rógvi Jacobsen         |
| NA               | 18 | Heðin á Lakjuni 79'    |
| Rezerwowi:       |    |                        |
| BR               | 16 | Meinhardt Joensen      |
| OB               | 3  | Allan Joensen 65'      |
| OB               | 9  | Poul Juul Wilhelmsen   |
| PO               | 15 | Zoran Mancić           |
| NA               | 10 | Olgar Danielsen 79'    |
| Trener:          |    |                        |
| Jóannes Jakobsen |    |                        |

| Zdobywca Pucharu Wysp Owczych 1998 |
| HB Tórshavn 25. tytuł              |
| ---------------------------------- |